# Santana de Mangueira
Santana de Mangueira är en kommun i Brasilien.   Den ligger i delstaten Paraíba, i den östra delen av landet, 1 400 km nordost om huvudstaden Brasília. Antalet invånare är 5 332.
Omgivningarna runt Santana de Mangueira är huvudsakligen savann. Runt Santana de Mangueira är det glesbefolkat, med 11 invånare per kvadratkilometer.